# Türk Deniz Kuvvetleri
Türk Deniz Kuvvetleri er den maritime del af Tyrkiets forsvar.
Tyrkiske orlogsskibe bærer præfikset TCG (Türkiye Cumhuriyeti Gemisi) som står for "den Tyrkiske Republiks skib".

## Historie

### Den osmanniske flåde efter våbenstilstanden i Mudros
Efter det Osmanniske Riges nederlag i 1. verdenskrig beordrede Liva Amiral Arif Pasha, chefen for den osmanniske flåde den 3. november 1918, at orlogsflaget skulle stryges på alle krigsskibe ved Det gyldne Horn. Hermed var den osmanniske flåde officielt opløst. De større overfladeskibe fra den tidligere osmanniske flåde blev interneret af de allierede og blev, efter betingelserne i våbenstilstanden i Mudros, afvæbnet i den sidste uge af 1918. Slagskibet Turgut Reis og krydserne Hamidiye og Mecidiye blev særligt interneret ved Det gyldne Horn af besættelsesstyrkerne. Slagkrydseren Yavuz Sultan Selim blev overført til Marmarahavet da skibet på grund af sin størrelse kunne begrænse søtrafikken i Bosporus mens skibets ammunition og våben blev afmonteret. Under denne periode var det kun et mindre antal tidligere osmanniske krigsskibe der forblev aktive for at kunne fungere som kystvagt – disse blev frigjort fra interneringen den 26. februar 1919. Af de skibe der blev frigjort kan nævnes torpedobådene Akhisar og Draç som patruljerede Marmarahavet, kanonbåden Hızır Reis som patruljerede İzmirbugten, samt minelæggererne Nusret og Tir-i Müjgan som forestod minerydningsoperationer i Sarosbugten.
Umiddelbart før den tyrkiske uafhængighedskrigs udbrud, sendte Bahriye Nazırlığı (Marineministeriet) kanonbåden Preveze til Sinop og kanonbåden Aydın Reis til Trabzon i februar 1919 for overvågning, rekognoscering og patruljetjeneste. Dog betød kulmangel at de to skibe var nødsaget til at forblive i havn frem til slutningen af 1919. I starten af den tyrkiske uafhængighedskrig vendte de to kanonbåde ikke tilbage til Istanbul, til trods for direkte ordrer fra det osmanniske styre og de allierede. I stedet valgte de at følge oprørerne anført af Kemal Atatürk.

### Tyrkiets uafhængighedskrig

#### Flådedirektoratet
Et større antal af søofficererne og kadetterne fra det tyrkiske flådeakademi drog til Anatolien for at deltage i den tyrkiske uafhængighedskrig. Den 10. juli 1920 oprettede oprørerne Umur-u Bahriye Müdürlüğü (Flådedirektoratet) i Ankara under oprørernes Forsvarsministerium. Flådedirektoratet fik til opgave at organisere og vedligeholde forsyningslinjerne over Sortehavet, således at de tyrkiske oprørsstyrker i Anatolien kunne forsynes med våben og andre fornødenheder. Alle eksisterende flådeinstitutioner der var under oprørernes kontrol blev underlagt Flådedirektoratet. Flådedirektoratets opgave blev løst fortrinligt og der blev endda oprettet et efterretningsnetværk der kunne rapportere fjendtlige skibes bevægelser. Et resultat heraf var at flådens logistiske forsyningsskibe effektivt kunne omsejle fjendtlige skibe. Den tyrkiske nationalforsamling i Ankara forhandlede en aftale på plads med Sovjetunionen om finansiel og materiel støtte til de tyrkiske oprørere. Aydın Reis forlod Samsun (den 16. september 1920) og Preveze forlod Trabzon (den 30. september 1920) mod den sovjetiske by Novorossijsk for at transportere våben, forsyninger samt finansiel støtte tilbage til oprørsstyrkerne. Trabzon sejladsdetachementet blev oprettet den 21. september 1920 og efterfølgende omdåbt til Trabzon marinetransportkommando den 26. oktober 1920. Den 1. januar 1921 blev Samsun marinekommando oprettet. I de efterfølgende faser af den tyrkiske uafhængighedskrig betød det voksende logisikbehov flere og forbedrede skibe samt en gradvis forbedring og udbygning af flådens organisation.
I den samme periode skabte en række civile tyrkiske sømænd organisationen Muavenet-i Bahriye (Marinens støtteorganisation). Denne organisation skaffede i stilhed kanoner, lette våben, ammunition, landminer og sprængstoffer fra tidligere osmanniske våbenlagre i Istanbul der stadig var under allieret kontrol og sendte dem med civile skibe til de tyrkiske oprørere.

#### Flådedepartementet
Den 1. marts 1921, ændredes Flådedirektoratet til Bahriye Dairesi Reisliği (Flådedepartementet). Departementet havde kontrol over flådekommandoerne i Samsun, Amasra og İzmit (oprettet 28. juni 1921); Marinetransportdetachementerne i Trabzon og Karadeniz Ereğli; Flådedetachementet i Eğirdirsøen samt flådeforbindelsegruppen i Fethiye (oprettet 16. marts 1921) Under uafhængighedskrigen, transporterede Tyrkiets flåde over 220.000 tons våben, ammunition og andre forsyninger til landstyrkerne i Anatolien.

### Marineministeriet
Efter våbenhvilen i Mudanya den 11. oktober 1922, omdannedes det tidligere osmanniske marineministeriums hovedkvarter (Bahriye Nazırlığı) i Kasımpaşa-kvarteret i Istanbul på Det gyldne Horn, til flådens nye hovedkvarter den 14. november 1922.
Etableringen af Republikken Tyrkiets Bahriye Vekâleti (marineministerium), placeret i Ankara, blev besluttet af det tyrkiske parlament den 29. december 1924 – i samme omgang blev det besluttet at Topçu İhsan Bey (İhsan Eryavuz) skulle være den første marineminister, han blev også den sidste.
Da den Tyrkiske Republik blev formelt etableret den 29. oktober 1923 rådede den over et antal tidligere osmanniske skibe:
- Aktiv tjeneste:
  - 2 krydsere: Hamidiye og Peyk-i Şevket
  - 2 yachts: Ertuğrul og Söğütlü
  - 1 destroyer: Taşoz
  - 4 kanonbåde: Burak Reis, Hızır Reis, Kemal Reis og İsa Reis
  - 1 minelægger: Nusret
  - 1 korvet: Galata
  - 4 slæbebåde
  - 7 motorbåde
- Ikke i tjeneste (skulle repareres):
  - 2 slagskibe: Turgut Reis
  - 1 slagkrydser: Yavuz Sultan Selim
  - 2 krydsere: Berk-i Satvet og Mecidiye
  - 4 destroyere: Muâvenet-i Millîye, Nümûne-i Hâmiyet, Basra og Samsun
  - 6 torpedobåde: Sultânhisar, Yûnus, Akhisar, Draç, Mûsul og Berk Efşân
  - 1 kanonbåd: Sakız

Man gjorde sig forberedelser til at reparere flere af de mindre skibe (de tre destroyere af Taşoz-klassen samt kanonbådene Burak Reis, Sakız, İsa Reis og Kemal Reis) og gøre dem klar til kamp. Derudover var der planer om at ombygge krydseren Hamidiye til et skoleskib.
I 1920'erne indlod man sig på reparere slagskibet Yavuz Sultan Selim (som forblev i aktiv tjeneste frem til 1950), skibet skulle være hjørnestenen i flåden og var den eneste faste del i regeringernes skiftende marinepolitik. Slagskibet forblev i İzmit frem til 1926, og gik langsomt i forfald: Kun to af skibets kedler virkede, skibet havde ingen manøvreevne og var ikke i stand til at gøre fart gennem vandet. Skibet var stadig beskadiget efter en minesprængning i 1918. Det lykkedes endeligt at indsamle nok penge til at indkøbe en ny 26.000 tons flydedok fra det tyske firma Flender, da man ikke kunne slæbe Yavuz væk fra dets sikre ankerplads uden af risikere at skibet sankt hvis havet rejste sig en smule. Det franske firma Atelier et Chantiers de St. Nazaire-Penhöet blev hyret i december 1926 til at overvåge reparationerne af slagskibet der blev udført af orlogsværftet i Gölcük. Lausanne-traktaten i 1923 betød at de tyrkiske stræder ikke måtte befæstes, måtte den tyrkiske flådes infrastruktur i Bosporus, Dardarnellerne og Det gyldne Horn flyttes til Gölcük. I denne periode, var Gölcük flådens primære flådestation.
Reparationerne på slagskibet Yavuz tog over tre år (1927–1930); og blev forsinket flere gange efter som flere dele af flydedokken kollapsede mens man pumpede vand ud. Yavuz fik mindre beskadigelser og dokken måtte repareres før reparationerne på skibet kunne genoptages. Marineministeren Ihsan Eryavuz blev efter de efterfølgende undersøgelser dømt for bedrageri i sagen der blev kendt som "Yavuz-Havuz-sagen" (havuz betyder dok på tyrkisk i marinesammenhæng.) Undersøgelserne viste af Ihsan Eryavuz havde reduceret forsikringspræmien hos det franske firma (Atelier et Chantiers de St. Nazaire-Penhöet) fra 5 til 1,5 millioner tyrkiske lira og blev fundet skyldig i bedrageri, dette førte til nedlæggelsen af marineministeriet den 27. december 1927.

### Flådesekretariatet
Efter opløsningen af marineministeriet blev flåden organiseret under forsvarsministeriet og den 16. januar 1928 blev flådesekretariatet (Deniz Müsteşarlığı) etableret med de samme pligter og ansvar marineministeriet havde haft. Denne omorganisering betød at den tyrkiske flådekommando blev underlagt den tyrkiske militære overkommando med hensyn til administration og logistik.
Den 2. november 1930, begyndte Marineakademiet (Deniz Harp Akademisi) at uddanne stabsofficerer på Yıldızpaladset. Under 2. verdenskrig blev Marineakademiet midlertidigt flyttet fra Istanbul til Mersin af sikkerhedsårsager. Akademiet fortsatte sine uddannelsesaktiviteter i denne by.
I 1933 fik Gölcük officiel status som Tyrkiets primære flådestation. Samme år blev det første skib køllagt på orlogsværftet i Gölcük – tankskibet Gölcük, der blev søsat det efterfølgende år.
Efter underskrivelsen af Montreux-konventionen i 1936, blev Tyrkiets suverænitet i de tyrkiske stræder internationalt anerkendt. Som et resultat heraf oprettedes marinedistrikter på Bosporusstrædet og Dardanellerne, med tilhørende flådestyrker.

### Flådekommandoen
Den tyrkiske flåde var i den tyrkiske overkommando repræsenteret af flådesekretæriatet fra 1928 til 1949. Et historisk dekret i militærrådet den 15. august 1949 førte til oprettelsen af den tyrkiske flådekommando (Deniz Kuvvetleri Komutanlığı.)
Efter Tyrkiets indtrædelse i NATO den 18. februar 1952 er den tyrkiske flåde blevet integreret i alle relevante niveauer i alliancen.
I 1961 blev flåden organiseret i fire forskellige kommandoer: Flådekommandoen, Sortehavskommandoen, Middelhavskommandoen samt flådens Træningskommando. I 1995 blev Flådens Træningskommando omdøbt til Flådens Trænings- og Uddannelseskommando
I dag, har den tyrkiske flåde omkring 48.600 ansatte og en samlet tonnage på omkring 259.000 tons.

## Skibs- og ubådsklasser i den tyrkiske flåde siden 1923

### Mellemkrigstiden
De aldrende krigsskibe man arvede fra den osmanniske flåde var hovedsagligt bygget før 1. verdenskrig og de teknologiske landvindinger man gjorde sig under krigen betød at den tyrkiske flåde allerede ved sin start var ganske forældet. Til at rette dette igangsatte den tyrkiske regering et moderniseringsprogram. Som noget af det første bestilte man to nye ubåde fra Tyskland (Type UB III) som blev bygget på det tyskejede skibsværft NV Ingenieurskantoor voor Scheepsbouw i Nederlandene i 1925. De to ubåde indgik i tyrkisk tjeneste i 1928 som Birinci İnönü og İkinci İnönü. Denne ordre blev fulgt op af bestillingen af yderligere to ubåde af Monfalcone-klassen fra Italien i 1930. Disse ubåde blev navngivet Sakarya og Dumlupınar som var klar i 1931 efter en imponerende hastig konstruktionstid. Flåden bestilte også fire destroyere samt tre torpedobåde fra italienske værfter (2 destroyere af henholdsvis Adatepe-klassen og Tinaztepe-klassen og torpedobådene Martı, Denizkuşu og Doğan), som alle indgik i tjeneste i 1931. Den spanskdesignede ubåd Gür blev køllagt i 1930 og indgik i 1936. Atatürk bestilte også et antal Ay-klasse ubåde designet af den tyske skibsbygningskoncern Krupp Germaniawerft og bygget på værfterne i Istanbul og Gölcük i Tyrkiet. Yıldıray blev køllagt i 1936, men skibets overgang til aktiv tjeneste blev forsinket til 1946 grundet 2. verdenskrig. Saldıray blev køllagt i 1937 og indgik i 1939 mens Atilay blev køllagt i 1937 og indgik i 1940.

### 2. verdenskrig
Efter Atatürk's død i 1938 og under krigsårene under præsident İsmet İnönü, indkøbte den tyrkiske flåde 4 ubåde af Oruç Reis-klassen som blev designet og bygget af Vickers-Armstrong i England. Tyrkiet købte også fire destroyere og to minelæggere fra Storbritannien i 1939 som blev leveret i 1940-41.

### Efterkrigstiden
Umiddelbart efter afslutningen på 2. verdenskrig, Trumandoktrinen og Tyrkiets indtræden i NATO i 1952, anskaffede den tyrkiske flåde et antal nye orlogsskibe og ubåde fra USA. Fire Balao-klasse ubåde blev bygget på General Dynamics Electric Boat og blev leveret til Tyrkiet i 1948. Disse ubåde blev efterfulgt af tolv Guppy-klasse ubåde af forskellige versioner mellem 1960 og 1974. Mellem 1949 og 1950, anskaffede man fire amerikanskbyggede destroyere af Gleaves-klassen. I 1959 købte man fire britiskproducerede destroyere af M-klassen. Mellem 1967 og 1969 fik man fem amerikanske Fletcher-klasse destroyere.

### 1970'erne
I perioden 1971-1982 anskaffede man i alt 10 amerikanske Gearing-klasse destroyere.
De tyrkiskbyggede fregatter (modificerede Claud Jones-destroyere) Berk (D358) og Peyk (D359) indgik i flådens tal i 1971 og 1972. De blev navngivet efter de tidligere osmanniske torpedokrydsere Berk-i Satvet og Peyk-i Şevket, som også tjente den tyrkiske flåde i flådens tidligste år.
I 1971 og 1972 anskaffede man desuden to destroyere af Allen M. Sumner-klassen (Muavenet (DM357) og Zafer (D356).

### Type 209 ubådene
Den tyrkiske flåde er i besiddelse af 14 konventionelle (ikke nukleare) tyskdesignede Type 209 ubåde, som blev bygget i både Tyskland og Tyrkiet. I starten af 1970'erne bestilte Tyrkiet seks Atilay-klasse ubåde (Type 209/1200) som indgik i tjeneste mellem 1976 og 1990.
De blev efterfulgt af fire Preveze-klasse ubåde (Type 209T1/1400) der indgik mellem 1994 og 1999. De sidste fire ubåde, klassificeret som Gür-klassen (Type 209T2/1400) som blev leveret til flåden mellem mellem 2003 og 2007. Denne ubådsstyrke gør Tyrkiet til verdens største bruger af tyske ubåde.

### 1980'erne
I 1981 og 1982 købte man to antiubådsdestroyere af Carpenter-klassen. Carpenter-klassen var en modificeret version af Gearing-klassen. I 1983 leverede Tyskland to fregatter af Köln-klassen til Tyrkiet.
Under 1980'ernes moderniseringsprogram anskaffede man de første fire MEKO-fregatter fra den tyske skibsbygningskoncern Blohm + Voss. Disse blev bygget i både Tyskland og Tyrkiet og blev benævnt Yavuz-klassen. To Tang-klasse ubåde blev leveret i 1980 og 1983.

### 1990'erne
De fire MEKO-fregatter blev efterfulgt af yderligere fire, modificerede Yavuz-klasse fregatter opdelt i Barbaros-klassen og Salih Reis-klassen.
I starten af 1990'erne købte Tyrkiet otte fregatter af Knox-klassen i USA. Der er kun et skib i denne klasse stadig i tjeneste; TCG Zafer (F253).
I slutningen af 1990'erne erhvervede Tyrkiet desuden otte fregatter af Oliver Hazard Perry-klassen (benævnt G-klassen) fra United States Navy.

### 2000'erne
Mellem 2001 og 2003 indgik seks franskbyggede korvetter af D'Estienne d'Orves-klassen (benævnt B-klassen) fra Marine Nationale. Den 26. juli 2005 begyndte man at konstruktionen af den første korvet af Milgem-klassen, TCG Heybeliada, på orlogsværftet i Istanbul. Det forventes at der skal bygges tolv enheder af klassen til den tyrkiske flåde.

## Struktur
I 1961 blev den tyrkiske flådekommando opdelt i fire mindre kommandoer; Marineoverkommandoen, Sortehavskommandoen, Middelhavskommandoen samt Flådens træningskommando. I 1995 blev Flådens træningskommando omdøbt til Flådens trænings- og uddannelseskommando.
- Tyrkiets marineoverkommando
  - Overfladestyrkerne, Gölcük
  - Undervandsstyrkerne
  - Torpedobådsstyrkerne, Istanbul
  - Minekrigsførelsesstyrkerne, Erdek
  - Logistikkommandoen, Gölcük
  - Marineflyvekommandoen, Cengiz Topel
- Sortehavskommandoen, Istanbul
  - Bosporus marinedistrikt
  - Çanakkalestrædets marinedistrikt
  - Marinehydrografi og oceanografikommando
  - Flådemuseet, Istanbul
- Middelhavskommandoen, İzmir
  - Marineinfanterikommandoen, Foça
    - Amfibiekrigsførelseskommandoen, Foça

  - Marineinfanteribataljonen, İzmir
  - Patruljebådsflotillen
  - Aksaz flådestation, Marmaris
- Flådens Trænings- og Uddannelseskommando, Istanbul
  - Flådens officersakademi, Tuzla, Istanbul
  - Flådens Gymnasium, Heybeliada, Istanbul
  - Karamürselbey Træningscenter, Yalova

### Marineinfanteri og specialstyrker
Den tyrkiske flåde har et marineinfanteri samt et antal specialstyrker
- Amfibi Deniz Piyade Tugayı (Marineamfibiebrigaden) bestående af 4.500 mand baseret i Foça nær İzmir. Brigaden består af tre amfibiebataljoner, en kampvognseskadron, en artilleriafdeling, en trænbataljon samt et antal specialkompagnier.
- Su Altı Taarruz – (S.A.T.) (undervandsangreb).Su Altı Taarruz (SAT) opgaver inkluderer rekognoscering, amfibieangreb, antiterror og personbeskyttelse.
- Su Altı Savunma – (S.A.S.) (undervandsforsvar).

## Skibe og fly

### Fregatter
- 2 Salihreis-klassen
- 2 Barbaros-klassen
- 4 Yavuz-klassen
- 8 Gaziantep-klassen (G-klassen)
- 1 Tepe-klassen

### Korvetter
- 6 Bozcaada-klassen (B-klassen)
- 1 Ada-klassen (12 skal bygges i alt)

### Ubåde
- 4 Gür-klassen (209/1200)
- 4 Preveze-klassen (209/T1.1400)
- 6 Atilay-klassen (209/T2.1400)

### Patruljefartøjer
- 6 Kılıç-klassen
- 3 Kılıç II-klassen
- 2 Yıldız-klassen
- 4 Rüzgar-klassen
- 4 Doğan-klassen
- 8 Kartal-klassen
- 6 AB-25 class
- 4 PGM71-klassen
- 5 K-klassen
- 1 T-klassen

### Minerydningsfartøjer
- 6 Aydın-klassen
- 5 Engin-klassen
- 4 F-klassen
- 5 S-klassen

### Landgangsfartøjer
- 1 Osman Gazi, LST
- 2 Saruca Bey-klassen, LST
- 2 Ertuğrul-klassen, LST
- 24 Ç-117 class LCT
- 16 Ç-302 class LCM

### Forsyningsskibe
- 2 Akar-klassen
- 1 Iskenderun-klassen[18]

### Skoleskibe
- 2 Cezayirli Gazi Hasan Paşa skoleskibe (tidligere vesttysk Rhein-klasse-tender)
- 8 E-klassen skoleskibe

### Nyanskaffelser
- 4 TF2000-klassen (godkendt i parlamentet den 12. december 2006)
- 4 Milgem-klassen
- 16 ASW-patruljefartøjer
- 6 Type 214 ubåde
- 1 LPD (godkendt i parlamentet 12. december 2006)

## Fly
- 10 ATR 72 (Maritimt patruljefly)
- 9 CASA CN-235 (Maritimt patruljefly)
- 7 TB-20 (Træningsfly)
- 24 Sikorsky S-70B2 Seahawk (Multirollehelikopter)[19]
- 3 AB-204 (Multirollehelikopter)[20]
- 14 AB-212 (Multirollehelikopter)
- 8 AB-412 EP (SAR-helikopter)[20]

## Rangorden

### Officerer
| NATO-rang | Tyrkisk rang     | Dansk oversættelse  | Dansk rang                 |
| --------- | ---------------- | ------------------- | -------------------------- |
| OF-10     | Büyük Amiral     | Storadmiral         | Findes ikke                |
| OF-9      | Oramiral         | Admiral             | Admiral                    |
| OF-8      | Koramiral        | Viceadmiral         | Viceadmiral                |
| OF-7      | Tümamiral        | Officer             | Kontreadmiral              |
| OF-6      | Tugamiral        | Kontreadmiral       | Flotilleadmiral            |
| OF-5      | Albay            | Oberst              | Kommandør                  |
| OF-4      | Yarbay           | Oberstløjtnant      | Kommandørkaptajn           |
| OF-3      | Binbasi          | Major               | Orlogskaptajn              |
| OF-2      | Yüzbasi          | Kaptajn             | Kaptajnløjtnant            |
| OF-1      | Üsteğmen / Temen | Premierløjtnant / - | Premierløjtnant / Løjtnant |
| OF(D)     | Asteğmen         | -                   | Findes ikke                |

### Sergenter og menige
| NATO-rang | Tyrkisk rang                                  | Dansk oversættelse                                          | Dansk rang                   |
| --------- | --------------------------------------------- | ----------------------------------------------------------- | ---------------------------- |
| OR-9      | Findes ikke                                   | -                                                           | Chefsergent                  |
| OR-8      | Astsubay Kidemli Başçavuş / Astsubay Başçavuş | Seniorsergentmajor underofficer / Sergentmajor underofficer | Seniorsergent                |
| OR-7      | Astsubai Kidemli Üstcavu / Astsubay Üstçavuş  | Seniortopsergent / Topsergent                               | Oversergent                  |
| OR-6      | Astsubay Kidemli Çavuş / Astsubay Çavuş       | Underofficer seniorsergent / Underofficer sergent           | Findes ikke                  |
| OR-5      | Mükellef Çavuş                                | Modtagelig sergent                                          | Sergent                      |
| OR-4      | Onbasi                                        | Korporal                                                    | Korporal                     |
| OR-3      | Ikinci Yileri                                 | (12-20 års tjeneste)                                        | Marinespecialist             |
| OR-2      | Birinci Yileri                                | (4-12 års tjeneste)                                         | Marineoverkonstabel          |
| OR-1      | Eğitim Eri                                    | (1-4 års tjeneste)                                          | Marinekonstabel / Marineelev |